# 예천 청룡사 석조비로자나불좌상
예천 청룡사 석조비로자나불좌상(醴泉 靑龍寺 石造毘盧遮那佛坐像)은 대한민국 경상북도 예천군에 있는 고려시대의 불상이다.
1965년 7월 16일 대한민국의 보물 제425호 청룡사석조비로자나불좌상(靑龍寺石造毘盧舍那佛坐像)으로 지정되었다가, 2010년 8월 25일 현재의 명칭으로 변경되었다.

## 개요
경상북도 예천군 용문면의 청룡사에 모셔져 있는 고려시대의 불상으로 《예천 청룡사 석조여래좌상》(보물 제424호)과 나란히 법당 안에 모셔져 있다.
머리에는 작은 소라 모양의 머리칼을 붙여 놓았으며 그 위로 크고 나지막한 상투 모양의 머리(육계)가 표현되어 있다. 얼굴은 4각형에 가까워 넓고 평판적인 느낌을 주며, 코와 입이 매우 가깝게 붙어있는 독특한 인상을 준다. 양 어깨에 걸쳐 입은 옷은 넓적하고 평면적인 신체를 두껍게 감싸고 있다. 어깨에서부터 양 손에 걸쳐 흘러내린 평행의 옷주름은 부드럽기는 하나 부자연스러운 느낌을 준다. 가슴 부근에 있는 두 손은 왼손 검지를 오른손으로 감싼 모습으로 비로자나불이 일반적으로 취하는 손모양이다.
4각형의 대좌(臺座)는 상·중·하대로 나뉘어 진다. 상대의 4면에는 연꽃무늬가 새겨지고, 중대에는 각 면에 큼직한 눈모양의 안상(眼象)이 새겨져 있다. 하대는 앞부분이 파손되어 있으며, 옆면에 안상이 2개씩 배치되어 있다.
8∼ 9세기에 유행한 비로자나불좌상의 양식을 계승한 작품이기는 하지만 움츠러들고 생동감이 없는 체구나 약화된 4각형의 대좌, 형식적인 옷주름 및 긴장감이 줄어든 신체 표현 등으로 볼 때 고려 초기에 만들어진 작품으로 추정된다.

## 같이 보기
- 청룡사
- 예천 청룡사 석조여래좌상 (보물 제424호)

## 참고 자료
- 예천 청룡사 석조비로자나불좌상 - 국가유산청 국가유산포털